# Gyaritus fulvopictus
Gyaritus fulvopictus är en skalbaggsart som beskrevs av Francis Polkinghorne Pascoe 1864. Gyaritus fulvopictus ingår i släktet Gyaritus och familjen långhorningar.
Artens utbredningsområde är Sarawak. Inga underarter finns listade i Catalogue of Life.